# Hogshead (Einheit)
Hogshead war ein englisches Volumenmaß für Flüssigkeiten. Es war das englische Oxhoft. Je nach der gemessenen Flüssigkeit war auch die Literanzahl eine andere.

## Weinmaß
- 1 Hogshead = ½ Pipe = 1 ½ Tierze = 2 Barrels =3 ½ Rundlets = 63 Gallons = 126 Pottles = 252 Quarts = 504 Pints = 14425 1/3 Pariser Kubikzoll = 285 17/20 Liter

## Biermaß
- Ale und Weißbier
  - 1 Hogshead = 1/3 Last = 1 ½ Barrels = 3 Kilderkins = 6 Firkins = 48 Gallons = 96 Pottles = 192 Quarts = 384 Pints = 10990 ¾ Pariser Kubikzoll = 218 Liter
- Porter, gehopftes Braunbier
  - 1 Hogshead = ¼ Tonne = ½ Pipe = 1 ½ Barrels = 3 Kilderkins = 6 Firkins = 54 Gallons = 108 Pottles = 216 Quarts = 432 Pints = 12364 3/5 Pariser Kubikzoll = 245 Liter